# Frösve församling
Frösve församling är en församling i Billings kontrakt i Skara stift. Församlingen ligger i Skövde kommun i Västra Götalands län och ingår i Norra Billings pastorat.

## Administrativ historik
Församlingen har medeltida ursprung. 
Församlingen var till 1962 annexförsamling i pastoratet Horn, Frösve, Binneberg och Säter. Från 1962 till 2002 var den annexförsamling i pastoratet Väring, Locketorp, Horn, Frösve, Säter och Binneberg. Församlingen införlivade 2002 församlingarna Horn, Binneberga och Säter och ingick därefter till 2006 i pastorat med Värings församling. Den ingår sedan 2006 i Norra Billings pastorat.
Församlingen tillhörde före 1962 Mariestads kontrakt men tillhör sedan 1962 Billings kontrakt.

## Kyrkor
- Binnebergs kyrka
- Frösve kyrka
- Horns kyrka
- Säters kyrka